# Bohdan Paczyński
Bohdan Paczyński (Vilnius, 8 febbraio 1940 – Princeton, 19 aprile 2007) è stato un astronomo polacco, precursore delle teorie sull'evoluzione stellare, dei disco di accrescimento e dei gamma ray burst.

## Onorificenze
- Karl Schwarzschild Medal of Astronomische Gesellschaft (1981)
- Eddington Medal (1987)
- Heineman Prize (1992)
- Henry Draper Medal (1997)
- Gold Medal of the Royal Astronomical Society (1999)
- Premio Bruno Rossi (2000)
- Bruce Medal (2002)
- Henry Norris Russell Lectureship (2006)
- Gli è stato dedicato un asteroide, 11755 Paczynski